# Everything I Love (песня Моргана Уоллена)
«Everything I Love» — песня американского кантри-певца Моргана Уоллена. Она была выпущена 26 июня 2023 года на кантри-радио в качестве пятого сингла третьего студийного альбома Уоллена One Thing at a Time. Песню написали Морган Уоллен, Эрнест, Кит Смит, Райан Войтесак, Грегг Оллман и Роберт Ким Пэйн, а продюсером выступил Джоуи Мои. Песня заняла первое место в кантри-чарте Канады и была в топ-10 в США (Hot Country Songs) и получила платиновую сертификацию Американской ассоциации звукозаписывающих компаний (RIAA).

## История
Автор Taste of Country Карена Липтак назвала песню «балладой о разбитом сердце с нотками хонки-тонка и множеством отсылок к грузовикам, виски и дорогам». По мнению Максима Мовера из Holler в песне «Everything I Love» «Уоллен словно издевается над критиками, которые пытаются сказать, что он недостаточно „кантри“. Веселый сэмпл культового хита 70-х годов The Allman Brothers Band „Midnight Rider“ служит главной артерией песни, а безошибочная манера Уоллена и его отрывистая подача создают одну из самых ярких песен в альбоме». Далее критик подытоживает: «В результате получился гимн, который проникает прямо в сердце неотрадиционного кантри, вбирая в себя классическое звучание 70-х, но при этом сохраняя современную, разговорную лирику».
Уоллен написал песню в соавторстве с Эрнестом Китом Смитом, Чарли Хэндсомом (указан как Райан Войтесак) и Эшли Горли. Поскольку песня также содержит интерполяцию песни «Midnight Rider» группы Allman Brothers Band, соавторы этой песни Грегг Оллман и Роберт Ким Пейн также указаны в качестве соавторов.

## Коммерческий успех
Песня «Thinkin’ Bout Me» достигла 14-го места в американском хит-параде Billboard Hot 100 в чарте от 18 марта 2023 года сразу после выхода альбома One Thing at a Time вместе с другими его композициями.
В итоге песня также заняла первое место в кантри-чарте Канады и была в топ-10 США (Hot Country Songs и Country Airplay) и получила платиновую сертификацию Американской ассоциации звукозаписывающих компаний (RIAA).

## Чарты
| Чарт (2023)                         | Высшая позиция |
| ----------------------------------- | -------------- |
| Канада (Billboard Canadian Hot 100) | 15             |
| Канада (Billboard Country)          | 1              |
| Мир (Billboard Global 200)          | 34             |
| США (Billboard Hot 100)             | 14             |
| США (Billboard Country Airplay)     | 3              |
| США (Billboard Hot Country Songs)   | 7              |

| Чарт (2023)                       | Позиция |
| --------------------------------- | ------- |
| Канада (Canadian Hot 100)         | 75      |
| США Billboard Hot 100             | 56      |
| США Country Airplay (Billboard)   | 48      |
| США Hot Country Songs (Billboard) | 13      |

## Сертификации
| Регион                                                                      | Сертификация | Продажи   |
| --------------------------------------------------------------------------- | ------------ | --------- |
| США (RIAA)                                                                  | Платиновый   | 1 000 000 |
| Данные о продажах + прослушиваниях приведены только на основе сертификации. |              |           |